# Campionati europei di atletica leggera indoor 2017 - 60 metri ostacoli femminili

## Podio
| Pos.    | Atleta            | Nazionalità |
| ------- | ----------------- | ----------- |
| Oro     | Cindy Roleder     | Germania    |
| Argento | Alina Talaj       | Bielorussia |
| Bronzo  | Pamela Dutkiewicz | Germania    |

## Record
| Record                | Record                | Record | Record                 | Record           |
| --------------------- | --------------------- | ------ | ---------------------- | ---------------- |
| Record del Mondo      | Susanna Kallur        | 7.68   | Karlsruhe, Germania    | 10 febbraio 2008 |
| Record europeo        | Susanna Kallur        | 7.68   | Karlsruhe, Germania    | 10 febbraio 2008 |
| Record dei campionati | Lyudmila Narozhilenko | 7.74   | Glasgow, Gran Bretagna | 4 marzo 1990     |

## Programma
| Data         | Ora   | Turno      |
| ------------ | ----- | ---------- |
| 3 marzo 2017 | 12:45 | Batterie   |
| 3 marzo 2017 | 16:30 | Semifinali |
| 3 marzo 2017 | 19:55 | Finale     |

## Risultati

### Batterie
I primi tre di ogni batteria e i migliori quattro tempi non qualificati direttamente si qualificano per le semifinali.
| Posizione | Batteria | Atleta               | Nazione     | Tempo | Note |
| --------- | -------- | -------------------- | ----------- | ----- | ---- |
| 1         | 2        | Pamela Dutkiewicz    | Germania    | 7.86  | Q    |
| 2         | 2        | Nadine Visser        | Paesi Bassi | 7.92  | Q    |
| 3         | 4        | Alina Talaj          | Bielorussia | 7.94  | Q    |
| 4         | 3        | Cindy Roleder        | Germania    | 7.98  | Q    |
| 5         | 1        | Isabelle Pedersen    | Norvegia    | 8.00  | Q    |
| 5         | 4        | Hanna Plotitsyna     | Ucraina     | 8.00  | Q    |
| 7         | 1        | Ricarda Lobe         | Germania    | 8.07  | Q    |
| 8         | 4        | Elisávet Pesirídou   | Grecia      | 8.08  | Q    |
| 9         | 4        | Ivana Lončarek       | Croazia     | 8.12  | q    |
| 10        | 3        | Sharona Bakker       | Paesi Bassi | 8.13  | Q    |
| 11        | 1        | Luca Kozák           | Ungheria    | 8.14  | Q    |
| 12        | 3        | Susanna Kallur       | Svezia      | 8.15  | Q    |
| 13        | 1        | Maja Rogemyr         | Svezia      | 8.18  | q    |
| 14        | 4        | Lotta Harala         | Finlandia   | 8.20  | q    |
| 15        | 2        | Ėl'vira Herman       | Bielorussia | 8.24  | Q    |
| 16        | 3        | Gréta Kerekes        | Ungheria    | 8.24  | q    |
| 17        | 4        | Anamaria Nesteriuc   | Romania     | 8.24  |      |
| 18        | 3        | Caridad Jerez        | Spagna      | 8.26  |      |
| 19        | 1        | Karolina Kołeczek    | Polonia     | 8.28  |      |
| 20        | 3        | Olena Yanovska       | Ucraina     | 8.33  |      |
| 21        | 3        | Stanislava Lajčáková | Slovacchia  | 8.36  |      |
| 22        | 4        | Milica Emini         | Serbia      | 8.62  |      |
|           | 2        | Stephanie Bendrat    | Austria     | DQ    |      |
|           | 2        | Anne Zagré           | Belgio      | DQ    |      |
|           | 2        | Reetta Hurske        | Finlandia   | DQ    |      |
|           | 2        | Elin Westerlund      | Svezia      | DQ    |      |
|           | 1        | Andrea Ivančević     | Croazia     | DNS   |      |

### Semifinali
I primi quattro di ogni batteria si qualificano per la finale.
| Posizione | Batteria | Atleta             | Nazione     | Tempo | Note                                     |
| --------- | -------- | ------------------ | ----------- | ----- | ---------------------------------------- |
| 1         | 1        | Alina Talaj        | Bielorussia | 7.86  | Q                                        |
| 2         | 2        | Cindy Roleder      | Germania    | 7.89  | Q                                        |
| 3         | 1        | Hanna Plotitsyna   | Ucraina     | 7.92  | Q                                        |
| 3         | 2        | Pamela Dutkiewicz  | Germania    | 7.92  | Q                                        |
| 5         | 2        | Nadine Visser      | Paesi Bassi | 7.96  | Q                                        |
| 6         | 1        | Ricarda Lobe       | Germania    | 8.00  | Q                                        |
| 7         | 2        | Isabelle Pedersen  | Norvegia    | 8.02  | Q                                        |
| 8         | 2        | Elisávet Pesirídou | Grecia      | 8.10  |                                          |
| 9         | 1        | Susanna Kallur     | Svezia      | 8.12  | Q                                        |
| 10        | 1        | Sharona Bakker     | Paesi Bassi | 8.20  |                                          |
| 10        | 1        | Ivana Lončarek     | Croazia     | 8.20  |                                          |
| 12        | 2        | Gréta Kerekes      | Ungheria    | 8.23  | Miglior prestazione personale stagionale |
| 13        | 1        | Luca Kozák         | Ungheria    | 8.27  |                                          |
| 14        | 1        | Lotta Harala       | Finlandia   | 8.30  |                                          |
| 15        | 2        | Maja Rogemyr       | Svezia      | 8.34  |                                          |
| 16        | 2        | Ėl'vira Herman     | Bielorussia | 8.57  |                                          |

### Finale
La finale è iniziata alle 19:55 di venerdì 3 marzo.
| Posizione | Corsia | Atleta            | Nazione     | Tempo | Note |
| --------- | ------ | ----------------- | ----------- | ----- | ---- |
| 1         | 6      | Cindy Roleder     | Germania    | 7.88  |      |
| 2         | 5      | Alina Talaj       | Bielorussia | 7.92  |      |
| 3         | 3      | Pamela Dutkiewicz | Germania    | 7.95  |      |
| 4         | 4      | Hanna Plotitsyna  | Ucraina     | 7.96  |      |
| 5         | 1      | Isabelle Pedersen | Norvegia    | 8.01  |      |
| 6         | 8      | Ricarda Lobe      | Germania    | 8.03  |      |
| 7         | 7      | Nadine Visser     | Paesi Bassi | 8.04  |      |
| 8         | 2      | Susanna Kallur    | Svezia      | 8.14  |      |